# Charles Allen Culberson
Charles Allen Culberson (Dadeville, 1855. június 10. – Washington, 1925. március 19.) az Amerikai Egyesült Államok szenátora (Texas, 1899–1923).